# Язык нежности
«Язык нежности» (англ. Terms of Endearment; другой вариант перевода: «Слова нежности») — американская семейная трагикомедия 1983 года, первый полнометражный фильм, снятый, написанный и спродюсированный Джеймсом Лоренсом Бруксом по одноимённому роману Ларри Макмертри 1975 года. В главных ролях — Дебра Уингер, Ширли Маклейн, Джек Николсон, Дэнни Де Вито, Джефф Дэниелс и Джон Литгоу. Фильм охватывает 30 лет отношений между Авророй Гринуэй (Маклейн) и её дочерью Эммой Гринуэй-Хортон (Уингер).
Язык нежности был выпущен в ограниченном прокате 23 ноября 1983 года и в более широкий прокат 9 декабря 1983 года компанией Paramount Pictures. Фильм получил признание критиков и имел большой коммерческий успех, собрав в прокате 165 миллионов долларов, став вторым по кассовым сборам фильмом 1983 года (после Возвращения джедая). На 56-й церемонии вручения премии «Оскар» фильм получил 11 ведущих номинаций и выиграл 5 ведущих наград: «Лучший фильм», «Лучшая режиссура», «Лучшая женская роль» (для Маклейн), «Лучший адаптированный сценарий» и «Лучшая мужская роль второго плана» (для Николсона). Продолжение, Вечерняя звезда, вышло 25 декабря 1996 года.

## Сюжет
Аврора Гринуэй осталась без мужа, маленькая Эмма Гринуэй без отца. Всю себя Аврора посвящает дочери, и взрослеющая, умная, самостоятельная девушка не знает, куда деваться от этой всеобъемлющей опеки и собирается выйти замуж. Мать уверена, что дочь делает трагическую ошибку, что её избранник, молодой преподаватель Флэп Хортон, бесцветен, ненадёжен как муж и бесперспективен как профессионал. Но дочь влюблена и очень хочет детей.
Проходит несколько лет. Эмма, с мужем и ребенком, покидает Хьюстон и уезжает в Айову, где Флэпу предложили место. Там у них появляются еще двое детей. Образовавшийся в душе Авроры вакуум заполняют ежедневные звонки дочери в Де-Мойн и появление в её жизни, а потом и в её доме, грубоватого, резковатого, принципиально неотёсанного, но обаятельного соседа — отставного астронавта Гаррета Бридлава. Дочь с зятем ссорятся и мирятся, заводят и разрывают интрижки на стороне, разъезжаются «к маме» в Техас и съезжаются вновь, подрастающие внуки начинают конфликтовать с родителями и расходиться по разные стороны баррикады в конфликтах родителей друг с другом, бабушка на шестом десятке, похоже, снова нашла личное счастье.
Однажды во время банальной прививки от гриппа врач обращает внимание на малозаметное уплотнение под мышкой Эммы Хортон. И только на её поминках Аврора и Флэп со слезами обнимают друг друга. Они двое и дети — вот и всё, что осталось тёще и зятю от той единственной, которую они оба, как оказалось, любили больше всего на свете.

## В ролях
| Актёр             | Роль            |
| ----------------- | --------------- |
| Ширли Маклейн     | Аврора Гринуэй  |
| Дебра Уингер      | Эмма Хортон     |
| Джек Николсон     | Гарретт Бридлав |
| Дэнни де Вито     | Вернон Даларт   |
| Джефф Дэниэлс     | Флэп Хортон     |
| Джон Литгоу       | Сэм Бёрнс       |
| Лиза Харт Кэрролл | Пэтси Кларк     |
| Бетти Кинг        | Рози Данлоп     |
| Гекльберри Фокс   | Тедди Хортон    |
| Трой Бишоп        | Томми Хортон    |

## О фильме
Фильм не может считаться последовательной экранизацией романа Ларри Макмёртри. В частности, персонаж Джека Николсона был создан автором сценария и режиссёром Джеймсом Бруксом специально для фильма. Николсон, не раздумывая, согласился на эту роль, несмотря на то, что играть пришлось персонажа второго плана, наибольшее удовольствие ему доставила работа над комическими эпизодами.
Ширли Маклейн согласилась сниматься немедленно по прочтении сценария. На роль Авроры также рассматривались кандидатуры Дженнифер Джонс и Луизы Флетчер.
Роман был адаптирован для театральной постановки. Одноимённый спектакль с успехом шёл в Лондоне. При сравнении фильма и спектакля в критическом отзыве BBC предпочтение отдавалось спектаклю, а фильм был охарактеризован, как «затянутый».

## Награды и номинации
- 1983 — 4 премии Национального совета кинокритиков США: лучший фильм, лучший режиссёр (Джеймс Брукс), лучшая женская роль (Ширли Маклейн), лучшая мужская роль второго плана (Джек Николсон).
- 1984 — 5 премий «Оскар»: лучший фильм (Джеймс Брукс), лучший режиссёр (Джеймс Брукс), лучшая женская роль (Ширли Маклейн), лучшая мужская роль второго плана (Джек Николсон), лучший адаптированный сценарий (Джеймс Брукс), а также 6 номинаций: лучшая женская роль (Дебра Уингер), лучшая мужская роль второго плана (Джон Литгоу), лучшая работа художника-постановщика (Полли Плэтт, Харольд Микелсон, Том Педиго, Энтони Монделл), лучший монтаж (Ричард Маркс), лучший звук (Дональд Митчелл, Рик Клайн, Кевин О’Коннелл, Джеймс Александер), лучшая музыка (Майкл Гор).
- 1984 — 4 премии «Золотой глобус»: лучший фильм — драма, лучшая женская роль в драме (Ширли Маклейн), лучшая мужская роль второго плана (Джек Николсон), лучший сценарий (Джеймс Брукс), а также две номинации: лучший режиссёр (Джеймс Брукс), лучшая женская роль в драме (Дебра Уингер).
- 1984 — премия «Давид ди Донателло» в категории «Лучшая зарубежная актриса» (Ширли Маклейн), а также две номинации: лучший зарубежный фильм, лучшая зарубежная актриса (Дебра Уингер).
- 1984 — премия Гильдии режиссёров США за лучшую режиссуру художественного фильма (Джеймс Брукс).
- 1984 — премия Гильдии сценаристов США за лучшую адаптированную комедию (Джеймс Брукс).
- 1985 — номинация на премию BAFTA за лучшую женскую роль (Ширли Маклейн).
- 1985 — номинация на премию Японской киноакадемии за лучший фильм на иностранном языке.